# Franz Joseph von Dietrichstein
Franz Joseph Carl Johann Nepomuk Quirin von Dietrichstein, principe Dietrichstein di Nikolsburg e di Proskau (Vienna, 18 aprile 1767 – Vienna, 8 luglio 1854), è stato un generale austriaco.

## Biografia
Apparteneva ad un'antica Dietrichstein famiglia della nobiltà austriaca, nota fin dall'XI secolo e che dal XVI secolo possedeva il titolo principesco e aveva dato alla storia numerosi personaggi, tra i quali numerosi vescovi, tra i quali Franz Seraph von Dietrichstein e Andreas Jakob von Dietrichstein; in memoria del passato ecclesiastico della sua famiglia, i suoi padrini di battesimo furono i vescovi Sigismund III Christoph von Schrattenbach e Anton Theodor von Colloredo. Il principe Franz Joseph fu l'ultimo rappresentante della sua famiglia ed era imparentato ai casati di Thun e Schuwalow.
Sempre in memoria al passato molto religioso della famiglia, Dietrichstein ricevette una colta educazione teologica, studiando le opere di numerosi autori religiosi austriaci del XV e XVI secolo, come Wilhelm Prusinovský von Víckov e Stanislaus Pavlovský von Pavlovitz. Nonostante questa sua iniziazione religiosa, l'ultimo principe Dietrichstein preferì la carriera nell'esercito, servendo per molto tempo come ufficiale nell'esercito austriaco, divenendo già nel 1798 maggior generale grazie alla sua posizione privilegiata e poi servì con l'arciduca Giovanni d'Asburgo contro Moreau a Hohenlinden e Parsdorfer, distinguendosi durante entrambe le battaglie, e venne insignito dell'Ordine militare di Maria Teresa.
Aggregatosi al gruppo più intransigente e reazionario e interventista dei politici austriaci durante l'epoca napoleonica, acquisì il favore dell'imperatore Francesco I e così venne nominato mastro di cerimonia di Francesco IV, duca di Modena, e successivamente fu Hofkommissar della Galizia austriaca durante il Congresso di Vienna.
Successivamente fu membro dell'Accademia di Erfurt e mecenate del pianista (nonché suo figlio illegittimo) Sigismund Thalberg e poi membro della Dieta di Stoccarda, divenendo poi prefetto del distretto di Oberamt Wangen, del quale fu poi sindaco con un mandato duraturo dal 1820 al 1829. Successivamente appoggiò la politica di riforme illuminate ma dispotiche di Alexander von Bach e Johann Kaspar von Seiller, approvandone anche i decreti di abolizione della dogana ma anche riduzione della libertà di stampa.
Le sue due uniche nipoti dirette, Alessandrina e Clotilde, sposarono rispettivamente il generale Alessandro di Mensdorff (poi primo ministro dell'Impero Austriaco) e l'altra il conte Eduard Clam-Gallas; il generale Mensdorff acquisì successivamente dai Dietrichstein il titolo di principe Dietrichstein von Nikolsburg e Pruskau.

## Matrimonio e figli
A Pavlovsk, San Pietroburgo il 16 luglio 1797, Joseph Franz sposò la contessa Alexandra Andrejevna Shuvalova (19 dicembre 1775 – 10 novembre 1847), figlia del senatore e scrittore russo conte Andrei Petrovich Shulanov e di sua moglie, 
la contessa Ekaterina Petrovna Saltykova. L'unione fu molto infelice e diede alla luce un solo figlio:
- Giuseppe Francesco (28 marzo 1798 – 10 luglio 1858), IX principe di Dietrichstein.

Da una relazione extraconiugale con la baronessa von Wetzlar nacque il pianista Sigismund Thalberg.

## Albero genealogico
|                                                                         |                                     |                                             | Genitori                                                   |  |  | Nonni |  |  | Bisnonni                                                                  |  |  | Trisnonni                                                           |  |
|                                                                         |                                     |                                             |                                                            |  |  |       |  |  | Gualtiero Francesco Saverio di Dietrichstein, V principe di Dietrichstein |  |  | Ferdinando Giuseppe di Dietrichstein, III principe di Dietrichstein |  |
|                                                                         |                                     |                                             |                                                            |  |  |       |  |  | Gualtiero Francesco Saverio di Dietrichstein, V principe di Dietrichstein |  |  | Ferdinando Giuseppe di Dietrichstein, III principe di Dietrichstein |  |
|                                                                         |                                     | Maria Elisabetta di Eggenberg               |                                                            |  |  |       |  |  | Gualtiero Francesco Saverio di Dietrichstein, V principe di Dietrichstein |  |  |                                                                     |  |
| Carlo Massimiliano di Dietrichstein, VI principe di Dietrichstein       |                                     |                                             |                                                            |  |  |       |  |  | Gualtiero Francesco Saverio di Dietrichstein, V principe di Dietrichstein |  |  |                                                                     |  |
|                                                                         |                                     | Karolina Maximiliana von Proskau            | Georg Christoph von Proskau                                |  |  |       |  |  |                                                                           |  |  |                                                                     |  |
|                                                                         |                                     | Karolina Maximiliana von Proskau            | Georg Christoph von Proskau                                |  |  |       |  |  |                                                                           |  |  |                                                                     |  |
|                                                                         |                                     | Karolina Maximiliana von Proskau            | Marie Rosalie von Thurn-Valsassina                         |  |  |       |  |  |                                                                           |  |  |                                                                     |  |
| Carlo Giovanni Battista di Dietrichstein, VII principe di Dietrichstein |                                     | Karolina Maximiliana von Proskau            |                                                            |  |  |       |  |  |                                                                           |  |  |                                                                     |  |
|                                                                         |                                     | Sigismund Frederick Khevenhüller-Aichelberg | Johann Ehrenreich Khevenhüller                             |  |  |       |  |  |                                                                           |  |  |                                                                     |  |
|                                                                         |                                     | Sigismund Frederick Khevenhüller-Aichelberg | Johann Ehrenreich Khevenhüller                             |  |  |       |  |  |                                                                           |  |  |                                                                     |  |
|                                                                         |                                     | Sigismund Frederick Khevenhüller-Aichelberg | Benigna Rosina zu Herberstein                              |  |  |       |  |  |                                                                           |  |  |                                                                     |  |
| Maria Anna Josepha Khevenhüller-Aichelberg                              |                                     | Sigismund Frederick Khevenhüller-Aichelberg |                                                            |  |  |       |  |  |                                                                           |  |  |                                                                     |  |
|                                                                         |                                     | Ernestine von Orsini-Rosenberg              | Franz Andrä Orsini-Rosenberg                               |  |  |       |  |  |                                                                           |  |  |                                                                     |  |
|                                                                         |                                     | Ernestine von Orsini-Rosenberg              | Franz Andrä Orsini-Rosenberg                               |  |  |       |  |  |                                                                           |  |  |                                                                     |  |
|                                                                         |                                     | Ernestine von Orsini-Rosenberg              | Amalie Theodora von Löwenstein-Wertheim-Rochefort          |  |  |       |  |  |                                                                           |  |  |                                                                     |  |
| Giuseppe Francesco di Dietrichstein, VIII principe di Dietrichstein     |                                     | Ernestine von Orsini-Rosenberg              |                                                            |  |  |       |  |  |                                                                           |  |  |                                                                     |  |
|                                                                         | Johann Franz Joseph Thun-Hohenstein | Maximilian Thun-Hohenstein                  |                                                            |  |  |       |  |  |                                                                           |  |  |                                                                     |  |
|                                                                         | Johann Franz Joseph Thun-Hohenstein | Maximilian Thun-Hohenstein                  |                                                            |  |  |       |  |  |                                                                           |  |  |                                                                     |  |
|                                                                         | Johann Franz Joseph Thun-Hohenstein | Maria del Liechtenstein                     |                                                            |  |  |       |  |  |                                                                           |  |  |                                                                     |  |
| Johann Joseph Franz Thun-Hohenstein                                     | Johann Franz Joseph Thun-Hohenstein |                                             |                                                            |  |  |       |  |  |                                                                           |  |  |                                                                     |  |
|                                                                         |                                     | Maria Philippine Harrach zu Rohrau          | Aloys Thomas Raimund von Harrach zu Rohrau und Thannhausen |  |  |       |  |  |                                                                           |  |  |                                                                     |  |
|                                                                         |                                     | Maria Philippine Harrach zu Rohrau          | Aloys Thomas Raimund von Harrach zu Rohrau und Thannhausen |  |  |       |  |  |                                                                           |  |  |                                                                     |  |
|                                                                         |                                     | Maria Philippine Harrach zu Rohrau          | Maria Barbara von Sternberg                                |  |  |       |  |  |                                                                           |  |  |                                                                     |  |
| Maria Christina Josepha Thun–Hohenstein                                 |                                     | Maria Philippine Harrach zu Rohrau          |                                                            |  |  |       |  |  |                                                                           |  |  |                                                                     |  |
|                                                                         |                                     | Ermanno Federico di Hohenzollern-Hechingen  | Filippo di Hohenzollern-Hechingen                          |  |  |       |  |  |                                                                           |  |  |                                                                     |  |
|                                                                         |                                     | Ermanno Federico di Hohenzollern-Hechingen  | Filippo di Hohenzollern-Hechingen                          |  |  |       |  |  |                                                                           |  |  |                                                                     |  |
|                                                                         |                                     | Ermanno Federico di Hohenzollern-Hechingen  | Maria Sidonia di Baden-Rodemachern                         |  |  |       |  |  |                                                                           |  |  |                                                                     |  |
| Maria Cristina di Hohenzollern-Hechingen                                |                                     | Ermanno Federico di Hohenzollern-Hechingen  |                                                            |  |  |       |  |  |                                                                           |  |  |                                                                     |  |
|                                                                         |                                     | Giuseppa di Oettingen-Spielberg             | Francesco Alberto di Oettingen-Spielberg                   |  |  |       |  |  |                                                                           |  |  |                                                                     |  |
|                                                                         |                                     | Giuseppa di Oettingen-Spielberg             | Francesco Alberto di Oettingen-Spielberg                   |  |  |       |  |  |                                                                           |  |  |                                                                     |  |
|                                                                         |                                     | Giuseppa di Oettingen-Spielberg             | Johanna Margaretha von Schwendi                            |  |  |       |  |  |                                                                           |  |  |                                                                     |  |
|                                                                         |                                     | Giuseppa di Oettingen-Spielberg             |                                                            |  |  |       |  |  |                                                                           |  |  |                                                                     |  |